# Calm (ミュージシャン)
Calm（カーム、1969年生まれ）は熊本県出身のチルアウトバレアリックミュージックの先駆者の一人。
1997年に「Calm EP」でデビュー。世界中のレーベルへ楽曲提供をしながらも、FARR、Organ Language、K.Fなどの名義でも活動をしている。(K.Fは本名のKiyotaka Fukagawaの頭文字)
2006年にTHA BLUE HERBのILL-BOSSTINOとJAPANESE SYNCHRO SYSTEMという名でも活動。

## ディスコグラフィー

### シングル
- Calm EP（1997年）
- Peace

### アルバム
- SHADOW OF THE EARTH（1997年）
- Moonage Electric Ensemble（1999年11月10日）
- 1996 CALM before the Dawn（2001年11月20日/初期音源集）
- Ancient future（2003年4月9日）
- Light Years（2003年8月6日/ミニアルバム）
- THE COWARDLY BOY AIN'T STAND ALONE at Yebisu The Garden Hall（2004年4月9日/ライブアルバム）
- Blue Planet（2007年12月）
- Silver Moon（2008年2月）

### その他
- Calm Presents Conception For The Street Noise（2001年2月/コンピレーション）
- Calm Presents Conception For The Street Noise Scene 2（2001年12月/コンピレーション）
- Calm Presents Conception For The Street Noise Scene 3（2002年5月/コンピレーション）
- KeyFree（2004年11月26日/Calm presents K.F.名義）
- Life -Spring-summer 2005 United Arrows Collection "Fun To Shine" （2005年4月/United Arrowsとのコラボレーション）